# Autheuil (Orne)
Autheuil település Franciaországban, Orne megyében. Lakosainak száma 132 fő (2018. január 1.). Autheuil Tourouvre, Feings és Malétable községekkel határos.

## Népesség
A település népességének változása:
| Lakosok száma | 172  | 155  | 134  | 117  | 107  | 146  | 140  | 137  | 132  | 132  |
|               | 1962 | 1968 | 1975 | 1982 | 1990 | 2008 | 2013 | 2015 | 2017 | 2018 |